# Molten Ventures
Molten Ventures, ehemals bekannt als Draper Esprit, ist eine britische börsennotierte Venture-Capital-Gesellschaft mit Sitz in London. Mit Niederlassungen in London, Cambridge und Dublin ist Molten Ventures in ganz Europa aktiv.

## Geschichte
Das Unternehmen wurde 2006 von Simon Cook und Stuart Chapman unter dem Namen Esprit Capital gegründet. Im Jahr 2015 trat das Unternehmen dem Draper Venture Network des US-amerikanischen Investors Tim Draper bei und änderte seinen Namen in Draper Esprit. Ein Jahr später, im Juni 2016, erfolgte der Börsengang an der Londoner Börse. Im Juli 2021 erfolgte der Wechsel in den Main Market, wodurch das Unternehmen in den FTSE 250 Index aufgenommen wurde. 
Im November 2021 erfolgte die Umbenennung in Molten Ventures.

## Investments
Seit seiner Gründung hat Molten Ventures über 1 Milliarde Pfund in europäische Start-up-Unternehmen investiert und verfügt über ein diversifiziertes Portfolio in Bereichen wie Enterprise & SaaS, Künstliche Intelligenz, Fintech und Healthtech. Molten Ventures verfolgt einen aktiven Investmentansatz, bei dem es nicht nur Kapital bereitstellt, sondern auch strategische Beratung und Zugang zu einem umfangreichen Netzwerk bietet, um das Wachstum und die Innovation seiner Portfoliounternehmen zu fördern.
Zu den bekannten Investments gehört:
- Isar Aerospace
- N26
- OneFootball
- Revolut
- Stripe
- TransferWise
- Trustpilot
- UiPath